# Associazione Calcio Pisa 1909 2019-2020
Questa voce raccoglie le informazioni riguardanti l'Associazione Calcio Pisa 1909 nelle competizioni ufficiali della stagione 2019-2020.

## Stagione
Nella stagione 2019-2020 il neopromosso Pisa, sempre affidato a Luca D'Angelo disputa il campionato di Serie B. La stagione è iniziata il 16 luglio con il ritiro che si è svolto a Storo (TN) dal 17 al 29 luglio. Primo impegno l'11 agosto in Coppa Italia all'Arena il Pisa supera (3-0) il Potenza nel secondo turno, nel terzo si ferma il percorso di Coppa dei nerazzurri, sconfitti (0-3) dal Bologna.
In campionato il Pisa parte lento e cresce alla distanza, nel girone di andata ha ottenuto 24 punti, mentre è di 30 punti il bottino raccolto nel girone di ritorno. Il totale somma 54 punti, con il nono posto finale, con gli stessi 54 punti l'Empoli è giunto ottavo, essendo in vantaggio negli scontri diretti, e ha partecipato ai Play-off. Miglior marcatore della stagione pisana è stato Michele Marconi che ha firmato 16 reti, delle quali 15 in campionato. Il torneo cadetto ha dovuto fermarsi tre mesi, insieme al mondo del calcio, a causa della pandemia da Covid-19, che ha colpito ogni ambito, dal 10 marzo al 16 giugno 2020. Allungando il torneo cadetto fino ad agosto, e disputando diverse giornate a porte chiuse, con gli Stadi vuoti.

## Organigramma societario
Area direttiva
- Presidente: Giuseppe Corrado
- Vice Presidente: Mirko Paletti
- Consigliere area finanza CFO: Raffaella Viscardi
- Consigliere area sportiva: Giovanni Corrado
- Consigliere: Giovanni Polvani
- Direttore risorse umane: Antonio Cifaldi
- Direttore amministrazione finanza a controllo: Beppe Vannucchi
- Direttore organizzativo: Daniele Freggia

Area comunicazione e marketing
- Direttore area comunicazione: Riccardo Silvestri
- Direttore commerciale: Marco Aceto
- Responsabile marketing: Mattia Todaro
- Area marketing: Flavia Martellacci
- S.L.O.: Nicola Barsotti

Area sportiva
- Team manager: Ivan Sarra
- Direttore sportivo: Roberto Gemmi
- Segretario sportivo: Bruno Sabatini

Area tecnica
- Allenatore: Luca D'Angelo
- Vice Allenatore: Riccardo Taddei
- Preparatore atletico: Marco Greco
- Preparatore portieri: Claudio Rapacioli

Area sanitaria
- Responsabile sanitario: Cataldo Graci
- Medico sociale: Giuseppe Lioci
- Medico addetto Prima Squadra: Virgilio Di Legge
- Massofisioterapista: Remigio Del Sole
- Massaggiatore: Gabriele Pignieri

## Divise e sponsor
Lo sponsor tecnico per la stagione 2019-20 è Adidas, che fornisce due divise personalizzate (attraverso il sistema Miadidas) e una da catalogo.
La maglia casalinga presenta frontalmente il classico motivo palato nero-azzurro (con tre strisce del primo colore e quattro del secondo, con un gradiente più scuro rispetto alla stagione precedente), mentre il retro è monocromo azzurro. Lo stemma sociale è applicato sulla parte sinistra del petto, mentre sulla parte centrale è impresso lo stemma araldico pisano (scudo rosso con croce bianca). Numeri e nomi dei giocatori impressi sul dorso sono dorati, al pari delle tre strisce Adidas, che solcano le spalle entro inserti blu. Pantalocini e calzettoni sono neri con dettagli (tre strisce Adidas e personalizzazioni) gialli.
La seconda maglia è gialla, solcata sul torso da una serie di pinstripes nere. I risvolti delle maniche sono azzurri, al pari dello scollo, delle finiture e delle personalizzazioni. Marchi commerciali e personalizzazioni sono di colore nero. Gialli con finiture nere sono anche i pantaloncini e i calzettoni.
La terza maglia, proveniente dal catalogo del fornitore tecnico, è integralmente verde con finiture in una nuance più brillante. Le personalizzazioni e i marchi sono di colore bianco sia sulla maglia che su pantaloncini e calzettoni (che adottano anch'essi il verde come tinta primaria).
Per la prima parte del campionato le maglie non hanno presentato sponsor sul torso: in seguito sono subentrati a rotazione Beapp, Antonini Assicurazioni, Cospe Costruzioni e Filcasa, poi sostituiti a luglio 2020 da Cetilar. Per tutta la stagione sul basso dorso è invece apparso il logo Vitali.
| Casa | Trasferta | Terza divisa |

## Rosa
Rosa aggiornata al 31 gennaio 2020.
| N. |                    | Ruolo | Calciatore                    |
| -- | ------------------ | ----- | ----------------------------- |
| 1  | Italia (bandiera)  | P     | Stefano Gori                  |
| 2  | Italia (bandiera)  | D     | Samuele Birindelli            |
| 3  | Italia (bandiera)  | D     | Eros Pisano                   |
| 4  | Italia (bandiera)  | D     | Francesco Belli               |
| 5  | Italia (bandiera)  | C     | Luca Verna                    |
| 5  | Italia (bandiera)  | C     | Marco Pompetti                |
| 7  | Italia (bandiera)  | A     | Nicholas Siega                |
| 8  | Italia (bandiera)  | D     | Nicolas Izzillo               |
| 8  | Italia (bandiera)  | D     | Antonio Caracciolo            |
| 9  | Italia (bandiera)  | A     | Davide Moscardelli (capitano) |
| 10 | Italia (bandiera)  | C     | Davide Di Quinzio             |
| 10 | Italia (bandiera)  | C     | Danilo Soddimo                |
| 11 | Italia (bandiera)  | C     | Mattia Minesso                |
| 12 | Italia (bandiera)  | P     | Andrea D'Egidio               |
| 13 | Italia (bandiera)  | D     | Andrea Meroni                 |
| 14 | Romania (bandiera) | C     | Marius Marin                  |
| 15 | Italia (bandiera)  | D     | Ramzi Aya                     |

| N. |                    | Ruolo | Calciatore          |
| -- | ------------------ | ----- | ------------------- |
| 16 | Italia (bandiera)  | A     | Elia Giani          |
| 19 | Italia (bandiera)  | D     | Daniele Liotti      |
| 19 | Italia (bandiera)  | A     | Luca Vido           |
| 21 | Italia (bandiera)  | C     | Marco Pinato        |
| 22 | Italia (bandiera)  | P     | Simone Perilli      |
| 23 | Italia (bandiera)  | C     | Francesco Lisi      |
| 24 | Italia (bandiera)  | D     | Marco Varnier       |
| 25 | Serbia (bandiera)  | P     | Vladan Dekic        |
| 26 | Italia (bandiera)  | A     | Gaetano Masucci     |
| 27 | Austria (bandiera) | C     | Robert Gucher       |
| 28 | Italia (bandiera)  | D     | Gianmarco Ingrosso  |
| 29 | Spagna (bandiera)  | D     | Raúl Asencio        |
| 30 | Italia (bandiera)  | C     | Alessandro De Vitis |
| 31 | Italia (bandiera)  | A     | Michele Marconi     |
| 33 | Italia (bandiera)  | D     | Simone Benedetti    |
| 35 | Italia (bandiera)  | A     | Michael Fabbro      |

## Calciomercato

### Sessione estiva(dal 1/7 al 2/9)
| Acquisti | Acquisti        | Acquisti       | Acquisti      |
| R.       | Nome            | da             | Modalità      |
| -------- | --------------- | -------------- | ------------- |
| D        | Francesco Belli | Virtus Entella | definitivo    |
| D        | Marco Varnier   | Atalanta       | prestito      |
| C        | Marco Pinato    | Sassuolo       | prestito      |
| A        | Raúl Asencio    | Genoa          | prestito      |
| A        | Umberto Eusepi  | Novara         | fine prestito |
| A        | Nicholas Siega  | Cittadella     | svincolato    |

| Cessioni | Cessioni       | Cessioni     | Cessioni   |
| R.       | Nome           | a            | Modalità   |
| -------- | -------------- | ------------ | ---------- |
| D        | Alberto Masi   | Pro Vercelli | definitivo |
| A        | Umberto Eusepi | Alessandria  | prestito   |

### Sessione invernale(dal 2/1 al 31/1)
| Acquisti | Acquisti           | Acquisti  | Acquisti      |
| R.       | Nome               | da        | Modalità      |
| -------- | ------------------ | --------- | ------------- |
| A        | Luca Vido          | Atalanta  | prestito      |
| C        | Kevin Lidin        | Paganese  | fine prestito |
| C        | Danilo Soddimo     | Cremonese | definitivo    |
| D        | Antonio Caracciolo | Cremonese | definitivo    |
| P        | Vladan Dekic       | Inter     | definitivo    |
| C        | Marco Pompetti     | Inter     | prestito      |
| C        | Federico Nacci     | Lecco     | fine prestito |
| D        | Eros Pisano        |           | svincolato    |

| Cessioni | Cessioni           | Cessioni    | Cessioni                         |
| R.       | Nome               | a           | Modalità                         |
| -------- | ------------------ | ----------- | -------------------------------- |
| D        | Daniele Liotti     | Reggina     | prestito                         |
| C        | Kevin Lidin        |             | svincolato                       |
| C        | Davide Di Quinzio  | Alessandria | definitivo                       |
| C        | Federico Nacci     | Bisceglie   | prestito                         |
| C        | Luca Verna         | Ternana     | prestito con diritto di riscatto |
| P        | Alessandro Livieri | Lecco       | prestito                         |
| D        | Ramzi Aya          | Salernitana | prestito                         |
| A        | Raúl Asencio       | Genoa       | fine prestito                    |
| D        | Nicolas Izzillo    | Avellino    | definitivo                       |

## Risultati

### Serie B

#### Girone di andata
| Pisa 23 agosto 2019, ore 21:00 CEST 1ª giornata | Pisa            | 0 – 0 referto | Benevento | Stadio Arena Garibaldi-Romeo Anconetani (8 521 spett.)\| Arbitro: \| Fourneau (Roma) \| |
| Arbitro:                                        | Fourneau (Roma) |               |           |                                                                                         |

| Arbitro: | Serra (Torino) |

|  |           |                           |
|  | Marcatori | 32’ Gucher 70’ M. Marconi |

| Arbitro: | Sozza (Seregno) |

|                                                  |           |           |
| Masucci 32’ M. Marconi 51’, 57’ (rig.) Verna 84’ | Marcatori | 64’ Mogos |

| Arbitro: | Amabile (Vicenza) |

|                        |           |                     |
| Segre 69’ Dickmann 78’ | Marcatori | 18’, 56’ M. Marconi |

| Arbitro: | Aureliano (Bologna) |

|                         |           |                                 |
| M. Marconi 15+1’, 90+3’ | Marcatori | 40’, 89’ Mancuso 90+5’ Frattesi |

| Arbitro: | Di Martino (Teramo) |

|                   |           |          |
| Pinato 39’ (aut.) | Marcatori | 32’ Lisi |

| Arbitro: | Ayroldi (Molfetta) |

|              |           |  |
| Iemmello 33’ | Marcatori |  |

| Arbitro: | Minelli (Varese) |

|              |           |             |
| De Vitis 30’ | Marcatori | 71’ Golemić |

| Arbitro: | Sacchi (Macerata) |

|                         |           |  |
| S. Benedetti 16’ (aut.) | Marcatori |  |

| Arbitro: | Camplone (Pescara) |

|                          |           |            |
| Di Quinzio 6’ Fabbro 13’ | Marcatori | 79’ Jallow |

| Arbitro: | Sozza (Seregno) |

|                                    |           |  |
| Borrelli 14’ Galano 63’ Machin 67’ | Marcatori |  |

| Arbitro: | Volpi (Arezzo) |

|                                           |           |                 |
| M. Marconi 31’ Aya 87’ S. Benedetti 90+2’ | Marcatori | 69’, 76’ Ragusa |

| Arbitro: | Amabile (Vicenza) |

|                 |           |            |
| Iori 76’ (rig.) | Marcatori | 43’ Pinato |

| Arbitro: | Di Martino (Teramo) |

|                    |           |  |
| M. Marconi 9’, 19’ | Marcatori |  |

| Arbitro: | Massimi (Termoli) |

|  |           |                              |
|  | Marcatori | 28’ G. De Luca 90+5’ Toscano |

| Arbitro: | Dionisi (L'Aquila) |

|                 |           |                                |
| Pettinari 45+2’ | Marcatori | 1’ Pinato 18’, 67’ Moscardelli |

| Arbitro: | Prontera (Bologna) |

|                |           |                             |
| Birindelli 67’ | Marcatori | 27’, 45+1’ Rivière 40’ Broh |

| Arbitro: | Rapuano (Rimini) |

|            |           |  |
| Cavion 68’ | Marcatori |  |

| Pisa 29 dicembre 2019, ore 18:00 CET 19ª giornata | Pisa               | 0 – 0 referto | Frosinone | Stadio Arena Garibaldi-Romeo Anconetani (8326 spett.)\| Arbitro: \| Illuzzi (Molfetta) \| |
| Arbitro:                                          | Illuzzi (Molfetta) |               |           |                                                                                           |

#### Girone di ritorno
| Arbitro: | Robilotta (Sala Consilina) |

|          |           |                 |
| Coda 10’ | Marcatori | 18’ (aut.) Tuia |

| Arbitro: | Marini (Roma) |

|             |           |                  |
| Masucci 83’ | Marcatori | 90+5’ Di Gennaro |

| Arbitro: | Maggioni (Lecco) |

|                                 |           |                                                     |
| Deli 3’ Palombi 24’ Piccolo 58’ | Marcatori | 36’ Minesso 52’ Masucci 54’ Birindelli 90+3’ Pisano |

| Arbitro: | Dionisi (L'Aquila) |

|          |           |               |
| Lisi 56’ | Marcatori | 8’ Meggiorini |

| Arbitro: | Volpi (Arezzo) |

|                         |           |             |
| Frattesi 69’ Tutino 90’ | Marcatori | 28’ Masucci |

| Arbitro: | Pezzuto (Lecce) |

|             |           |                               |
| Masucci 38’ | Marcatori | 42’ (rig.) Aramu 47’ S. Longo |

| Arbitro: | Serra (Torino) |

|          |           |  |
| Vido 54’ | Marcatori |  |

| Arbitro: | Prontera (Bologna) |

|            |           |  |
| Simy 90+4’ | Marcatori |  |

| Arbitro: | Marinelli (Tivoli) |

|          |           |  |
| Lisi 63’ | Marcatori |  |

| Arbitro: | Ayroldi (Molfetta) |

|           |           |             |
| Đurić 29’ | Marcatori | 53’ Masucci |

| Arbitro: | Minelli (Varese) |

|                         |           |              |
| Belli 15’ Soddimo 90+4’ | Marcatori | 89’ Clemenza |

| Arbitro: | Ghersini (Genova) |

|           |           |                     |
| Gyasi 26’ | Marcatori | 38’, 85’ M. Marconi |

| Arbitro: | Di Martino (Teramo) |

|                                 |           |  |
| M. Marconi 36’ (rig.) Marin 84’ | Marcatori |  |

| Arbitro: | Sozza (Seregno) |

|             |           |  |
| Ciurria 54’ | Marcatori |  |

| Arbitro: | Illuzzi (Molfetta) |

|                 |           |         |
| Pellizzer 90+4’ | Marcatori | 9’ Vido |

| Arbitro: | Robilotta (Sala Consilina) |

|                                    |           |                        |
| Vido 39’ Lisi 54’ M. Marconi 90+2’ | Marcatori | 57’ Kupisz 64’ Piszcek |

| Arbitro: | Rapuano (Rimini) |

|                           |           |              |
| Caretta 28’ Asencio 90+4’ | Marcatori | 77’ De Vitis |

| Arbitro: | Ayroldi (Molfetta) |

|           |           |  |
| Siega 45’ | Marcatori |  |

| Arbitro: | Volpi (Arezzo) |

|                  |           |                |
| Ciano 79’ (rig.) | Marcatori | 49’ M. Marconi |

### Coppa Italia
| Arbitro: | Baroni (Firenze) |

|                                    |           |  |
| M. Marconi 43’ Masucci 53’ Aya 71’ | Marcatori |  |

| Arbitro: | La Penna (Roma) |

|  |           |                                      |
|  | Marcatori | 21’ A. Poli 61’ Orsolini 64’ Palacio |

## Statistiche

### Statistiche di squadra
Statistiche aggiornate al 13 luglio 2020.
| Competizione | Punti       | In casa | In casa | In casa | In casa | In casa | In casa | In trasferta | In trasferta | In trasferta | In trasferta | In trasferta | In trasferta | Totale | Totale | Totale | Totale | Totale | Totale | D.R. |
| Competizione | Punti       | G       | V       | N       | P       | Gf      | Gs      | G            | V            | N            | P            | Gf           | Gs           | G      | V      | N      | P      | Gf     | Gs     | D.R. |
| ------------ | ----------- | ------- | ------- | ------- | ------- | ------- | ------- | ------------ | ------------ | ------------ | ------------ | ------------ | ------------ | ------ | ------ | ------ | ------ | ------ | ------ | ---- |
| Serie B      | 54          | 19      | 10      | 5       | 4       | 28      | 20      | 18           | 4            | 6            | 8            | 20           | 24           | 38     | 14     | 12     | 12     | 49     | 45     | +4   |
| Coppa Italia | Terzo Turno | 2       | 1       | 0       | 1       | 3       | 3       | 0            | 0            | 0            | 0            | 0            | 0            | 2      | 1      | 0      | 1      | 3      | 3      | 0    |
| Totale       | 54          | 21      | 11      | 5       | 5       | 31      | 23      | 19           | 4            | 7            | 8            | 21           | 25           | 40     | 15     | 12     | 13     | 52     | 48     | +4   |

### Andamento in campionato
| Giornata  | 1  | 2 | 3 | 4 | 5 | 6 | 7  | 8  | 9  | 10 | 11 | 12 | 13 | 14 | 15 | 16 | 17 | 18 | 19 | 20 | 21 | 22 | 23 | 24 | 25 | 26 | 27 | 28 | 29 | 30 | 31 | 32 | 33 | 34 | 35 | 36 | 37 | 38 |
| --------- | -- | - | - | - | - | - | -- | -- | -- | -- | -- | -- | -- | -- | -- | -- | -- | -- | -- | -- | -- | -- | -- | -- | -- | -- | -- | -- | -- | -- | -- | -- | -- | -- | -- | -- | -- | -- |
| Luogo     | C  | T | C | T | C | T | T  | C  | T  | C  | T  | C  | T  | C  | C  | T  | C  | T  | C  | T  | C  | T  | C  | T  | C  | C  | T  | C  | T  | C  | T  | C  | T  | T  | C  | T  | C  | T  |
| Risultato | N  | V | V | N | P | N | P  | N  | P  | V  | P  | V  | N  | V  | P  | V  | P  | P  | N  | N  | N  | V  | N  | P  | P  | V  | P  | V  | N  | V  | V  | V  | P  | N  | V  | P  | V  | N  |
| Posizione | 11 | 5 | 2 | 5 | 7 | 9 | 13 | 13 | 14 | 11 | 13 | 12 | 11 | 9  | 12 | 8  | 10 | 12 | 13 | 13 | 13 | 13 | 13 | 15 | 16 | 12 | 12 | 11 | 13 | 11 | 9  | 9  | 10 | 10 | 8  | 10 | 7  | 9  |

Fonte:  Serie B – Classifica, su legab.it. URL consultato il 23 agosto 2019 (archiviato dall'url originale il 28 maggio 2020).
Legenda:

Luogo: C = Casa; T = Trasferta. Risultato: V = Vittoria; N = Pareggio; P = Sconfitta.